# Gesetz zur Sicherstellung von Chancengleichheit an hessischen Hochschulen
Mit dem Gesetz zur Sicherstellung von Chancengleichheit an hessischen Hochschulen schaffte das Land Hessen ab dem Wintersemester 2008/2009 die zum Wintersemester 2007/2008 eingeführten Studiengebühren an hessischen Hochschulen wieder ab.
Den Gesetzentwurf hatten die Fraktionen von SPD und Bündnis 90/Die Grünen in den hessischen Landtag eingebracht. Zur Begründung hatten sie angeführt, dass es strittig sei, ob sich Studiengebühren mit der Hessischen Verfassung vereinbaren lassen und dass nur der Verzicht auf die Erhebung von Studiengebühren einen chancengerechten Hochschulzugang gewährleiste.
Mit dem Gesetz zur Sicherstellung von Chancengleichheit an hessischen Hochschulen wurden zwei bestehende Gesetze geändert und ein neues Gesetz verkündet. Mit der Änderung des Hessischen Studienbeitragsgesetzes wurden die Studiengebühren abgeschafft, die in Hessen als Studienbeiträge bezeichnet worden waren. Das Hessische Studienguthabengesetz, mit dem Gebühren für Langzeitstudierende eingeführt worden waren, wurde außer Kraft gesetzt. Um trotz des Wegfalls der Studiengebühren für Langzeitstudenten den Missbrauch des Studierendenstatus einzuschränken, wurde durch Änderung des Hessischen Hochschulgesetzes den Hochschulen die Möglichkeit gegeben, Studierende beim Fehlen von Leistungsnachweisen zu exmatrikulieren. Bei Zweitstudien und nach Überschreiten der Regelstudienzeit sind die Hochschulen zu einer Überprüfung der Leistungsnachweise sogar verpflichtet.
Das als Artikel 3 verkündete Gesetz zur Verbesserung der Qualität der Studienbedingungen und der Lehre an hessischen Hochschulen stellt sicher, dass die den Hochschulen durch den Wegfall der Studiengebühren entgehenden Einnahmen in Höhe von insgesamt 52 Mio. Euro pro Semester aus Mitteln des Landeshaushalts gedeckt werden. Die Verteilung der Mittel unter den Hochschulen erfolgt proportional zur Studentenzahl. Die Vergabe der Mittel innerhalb der Hochschulen erfolgt durch neu eingeführte Vergabekommissionen der Senate, bei denen die Hälfte der Mitglieder aus dem Kreis der Studenten stammen.